# Insuffisance vertébro-basilaire
L'insuffisance vertébrobasilaire (IVB) décrit un ensemble temporaire de symptômes dus à une diminution du flux sanguin (ischémie) dans la circulation de la région postérieure du cerveau. 
La circulation postérieure alimente la moelle, le pont, le mésencéphale, le cervelet et (chez 70 à 80% des personnes) fournit l'artère cérébelleuse postérieure au thalamus et au cortex occipital.  En conséquence, les symptômes varient considérablement selon la région cérébrale la plus touchée.